# 불상사
《불상사》(일본어: 不祥事)는 이케이도 준의 소설이다.

## 등장인물
소마 켄
도쿄 제1은행 본부 사무부 사무 관리 그룹 조사 역.
하나사키 마이
도쿄 제1은행 본부 사무부 사무 관리 그룹.
카라시마 신지로
도쿄 제1은행 본부 사무부장.
시바자키 타이치
도쿄 제1은행 본부 사무부 차장.
신도 타케시
도쿄 제1은행 본부 기획부장 겸 집행 역원.
코다마 나오키
도쿄 제1은행 본부 기획부 차장.
이타미 세이고
도쿄 제1은행의 우수 거래처인 백화점의 오너 사장.
이타미 세이치로
세이고의 아들.

## 텔레비전 드라마
《하나사키 마이가 잠자코 있지 않아》(일본어: 花咲舞が黙ってない)로 드라마화되었다. 주연은 안.
제1시리즈는 2014년 4월 16일부터 6월 18일까지 닛폰 TV 계열의 수요드라마 시간대 (매주 수요일 22:00 ~ 23:00, JST)에서 방송되었다. 캐치프레이즈는, 〈하나사키 마이 26세, 도쿄 제1은행 임점반. 지위 없음, 권력 없음, 남친 없음.〉 〈올봄, 이케이도 준 원작의 수퍼 헤로인이 화려하게 피어난다!〉.
제2시리즈가 2015년 7월 8일부터 9월 16일까지 전작과 같은 수요드라마 시간대에서 방송되었다.

### 캐스트

#### 주요 인물
하나사키 마이 - 안
지점 통괄부 임점반.
소마 켄 - 카미카와 타카야
지점 통괄부 임점반 조사 역. 마이의 상사.

#### 도쿄 제1은행 본부

##### 지점 통괄부
카라시마 신지로 - 에노키 타카아키
부장.
시바사키 타이치 - 츠카지 무가
차장.

##### 경영 기획 본부
신도 타케시 - 나마세 카츠히사
상무 집행 임원 겸 본부장.
코다마 나오키 - 코모토 마사히로
차장.

#### 고탄다 지점 (제2시리즈)
마츠키 케이스케 - 나리미야 히로키
은행원.

#### 그 외
하나사키 코조 - 오오스기 렌
마이의 아버지.

### 스태프
- 원작 - 이케이도 준 《불상사》 《은행 총무 특명》
- 각본 - 마츠다 유코, 에가시라 미치루, 우메다 미카
- 음악 - 칸노 유고, 토쿠다 마사히로
- 연출 - 나구모 세이치, 사쿠마 노리요시, 스즈키 유마
- 주제가
  - 제1시리즈 - 니시노 카나 〈We Don't Stop〉 (SME 레코즈)
  - 제2시리즈 - 후쿠야마 마사하루 〈I am a HERO〉 (유니버설 뮤직)
- 치프 프로듀스 - 이토 히비키
- 프로듀스 - 카토 마사토시, 모리 마사히로 (AX-ON)
- 제작 협력 - 닛테레 AX-ON
- 제작 저작 - 닛폰 TV

### 방송 일자

#### 제1시리즈
| 각 화                                                       | 방송일          | 부제                                                                 | 원작                | 각본                        | 연출            | 시청률 |
| ----------------------------------------------------------- | --------------- | -------------------------------------------------------------------- | ------------------- | --------------------------- | --------------- | ------ |
| 제1화                                                       | 2014년 4월 16일 | 이케이도 준 원작의 통쾌 헤로인 탄생!! 은행의 사라진 백만 엔을 찾아라 | 〈격전구〉 〈과불〉 | 마츠다 유코 에가시라 미치루 | 나구모 세이치   | 17.2%  |
| 제2화                                                       | 4월 23일        | 상사의 미스는 부하의 책임…그런 거 잘못됐어!                          | 〈해피 웨딩〉       | 마츠다 유코 에가시라 미치루 | 나구모 세이치   | 14.7%  |
| 제3화                                                       | 4월 30일        | 임점VS악덕 지점장! 무능한 부하같은 건 없습니다!!                     | 〈황기의 아이〉     | 마츠다 유코                 | 사쿠마 노리요시 | 15.4%  |
| 제4화                                                       | 5월 7일         | 젊은 은행원이 수수께끼의 실종 은행에 몬스터 엄마가 나타나다!!        | 〈몬스터〉          | 우메다 미카                 | 나구모 세이치   | 16.3%  |
| 제5화                                                       | 5월 14일        | 임점vs금융청 검사관 이런 방식 잘못됐어요!!                           | 〈주임 검사관〉     | 우메다 미카                 | 사쿠마 노리요시 | 13.8%  |
| 제6화                                                       | 5월 21일        | 지점장이 여자 은행원을 성희롱!? 동기의 인연과 마이의 눈물            | 〈관능 은행〉       | 마츠다 유코                 | 스즈키 유마     | 16.0%  |
| 제7화                                                       | 5월 28일        | 사랑의 예감!? 부정 융자와 뇌물 의혹의 은행원을 찾아라!!              | 〈요리 평론가〉     | 우메다 미카                 | 사쿠마 노리요시 | 16.0%  |
| 제8화                                                       | 6월 4일         | 은행이 경영 파탄!? 할머니의 예금을 지켜라!!                          | 〈페이오프의 덫〉   | 요코타 리에                 | 나구모 세이치   | 15.8%  |
| 제9화                                                       | 6월 11일        | 새로운 적은 대기업 도련님                                            | 〈부어〉            | 마츠다 유코                 | 사쿠마 노리요시 | 16.1%  |
| 최종화                                                      | 6월 18일        | 이 은행은 잘못됐어요!!                                               | 〈불상사〉          | 마츠다 유코                 | 나구모 세이치   | 18.3%  |
| 평균 시청률 16.0% (시청률은 칸토 지구·비디오 리서치사 조사) |                 |                                                                      |                     |                             |                 |        |

- 첫회·최종회는 10분 확대 (22:00 ~ 23:10).

#### 제2시리즈
| 각 화                                                       | 방송일         | 부제                                                    | 원작              | 각본        | 연출            | 시청률 |
| ----------------------------------------------------------- | -------------- | ------------------------------------------------------- | ----------------- | ----------- | --------------- | ------ |
| 제1화                                                       | 2015년 7월 8일 | 말대답 같아 죄송합니다만! 통쾌 헤로인, 부활!!           | 〈스쿠프〉        | 마츠다 유코 | 나구모 세이치   | 14.7%  |
| 제2화                                                       | 7월 15일       | 사랑의 예감!! 융자 회수 뒤에 감춰진 지점장의 악행       | 〈금고지기〉      | 마츠다 유코 | 나구모 세이치   | 12.9%  |
| 제3화                                                       | 7월 22일       | 여자 은행원이 떨어진 사랑의 덫!! 창구에서 사라진 삼백만 | 〈현금 그때뿐〉   | 마츠다 유코 | 스즈키 유마     | 14.7%  |
| 제4화                                                       | 7월 29일       | 은행 내에서 스토커 사건 발생!! 감춰진 진실              | 〈스토커〉        | 요코타 리에 | 사쿠마 노리요시 | 14.1%  |
| 제5화                                                       | 8월 5일        | 전처와 재회! 의혹의 융자!!                              | 〈밀계〉          | 우메다 미카 | 나구모 세이치   | 13.6%  |
| 제6화                                                       | 8월 12일       | 임점반vs악덕 검사관 용서받지 못할 부정행위를 파헤쳐라!! | 〈세일즈 토크〉   | 마츠다 유코 | 사쿠마 노리요시 | 14.3%  |
| 제7화                                                       | 8월 19일       | 은행의 정보가 누설! 기밀 자료의 행방과 사랑의 결말!!    | 〈누설〉          | 우메다 미카 | 나구모 세이치   | 15.6%  |
| 제8화                                                       | 8월 26일       | 지점장이 습격당했다!… 사건에 감춰진 파워하라!!          | 〈지연 품의〉     | 요코타 리에 | 사쿠마 노리요시 | 14.2%  |
| 제9화                                                       | 9월 2일        | 사라진 천만의 증거문… 절대로 감추고 싶었던 관계!?       | 〈증거문의 행방〉 | 우메다 미카 | 스즈키 유마     | 15.0%  |
| 제10화                                                      | 9월 9일        | 은행을 마구 부수다! 협박문이 고소한 지점장의 죄!!       | 〈은행 여우〉     | 마츠다 유코 | 나구모 세이치   | 15.1%  |
| 최종화                                                      | 9월 16일       | 회뢰 의혹!! 은행 최대의 위기                            | 〈벽돌처럼〉      | 마츠다 유코 | 나구모 세이치   | 14.8%  |
| 평균 시청률 14.5% (시청률은 칸토 지구·비디오 리서치사 조사) |                |                                                         |                   |             |                 |        |

- 첫회·최종회는 10분 확대 (22:00 ~ 23:10).

| 닛폰 TV 수요드라마                        | 닛폰 TV 수요드라마                                                  | 닛폰 TV 수요드라마                             |
| 이전 작품                                 | 작품명                                                              | 다음 작품                                      |
| ----------------------------------------- | ------------------------------------------------------------------- | ---------------------------------------------- |
| 내일, 엄마가 없어 (2014.1.15 ~ 2014.3.12) | 하나사키 마이가 잠자코 있지 않아 (2014.4.16 ~ 2014.6.18)            | ST 적과 백의 수사 파일 (2014.7.16 ~ 2014.9.17) |
| Dr.린타로 (2015.4.15 ~ 2015.6.17)         | 하나사키 마이가 잠자코 있지 않아 (제2시리즈) (2015.7.8 ~ 2015.9.16) | 위장 부부 (2015.10.7 ~ 2015.12.9)              |

## 만화
《하나사키 마이가 잠자코 있지 않아》(일본어: 花咲舞が黙ってない)로, 《Kiss》 (코단샤) 2014년 7월호부터 롯타 이쿠미 작화로 만화화되어 연재 중이다.